# Dry Kill Logic
Dry Kill Logic é uma banda de new metal formada em 1993 em Westchester County, New York. Formada em 1995 sob o nome Hinge, eles lançaram três álbuns.

## Membros
- Cliff Rigano - vocal
- Jason Bozzi - guitarra
- Brendan Kane Duff - baixo
- Phil Arcuri - bateria

## Discografia
- Cause Moshing is Good Fun (1997, EP)
- Elemental Evil (1999, EP)
- The Darker Side of Nonsense (2001)
- The Dead and Dreaming (2004)
- The Magellan Complex (2006, EP)
- Of Vengeance and Violence (2006)